# Норма (теория полей)
Но́рма — отображение элементов конечного расширения E поля K в исходное поле K, определяемое следующим образом:
Пусть E — конечное расширение поля K степени n, {\displaystyle \alpha } — какой-нибудь элемент поля E. Поскольку E является векторным пространством над K, данный элемент определяет линейное преобразование {\displaystyle x\mapsto \alpha x}. Этому преобразованию в некотором базисе можно сопоставить матрицу. Определитель этой матрицы называется нормой элемента α. Так как в другом базисе отображению будет соответствовать подобная матрица с тем же определителем, норма не зависит от выбранного базиса, то есть элементу расширения можно однозначно сопоставить его норму. Она обозначается {\displaystyle N_{K}^{E}(\alpha )} или просто {\displaystyle N(\alpha )}, если понятно, о каком расширении идет речь.

## Свойства
- {\displaystyle N(\alpha )=0} тогда и только тогда, когда {\displaystyle \alpha =0}.
- {\displaystyle N_{K}^{E}(\alpha )=\alpha ^{[E:K]}} для любого {\displaystyle \alpha \in K}
- {\displaystyle N(\alpha \beta )=N(\alpha )\cdot N(\beta )}
- Норма транзитивна, то есть для цепочки расширений {\displaystyle K\subset E\subset F} имеем {\displaystyle N_{K}^{E}(N_{E}^{F}(\alpha ))=N_{K}^{F}(\alpha )}
- Если E = K(α) — простое алгебраическое расширение и f (x) = xn + an-1xn-1 + … + a1x + a0 — минимальный многочлен α, то {\displaystyle N_{K}^{E}(\alpha )=(-1)^{n}a_{0}}

## Выражение нормы через автоморфизмыEнадK
Пусть σ1, σ2 … σm — все автоморфизмы E, сохраняющие неподвижными элементы поля K. Если E — расширение Галуа, то m равно степени [E:К] = n. Тогда для нормы существует следующее выражение:
{\displaystyle N_{K}^{E}(\alpha )=\sigma _{1}(\alpha )\sigma _{2}(\alpha )\ldots \sigma _{m}(\alpha )}
Если E несепарабельно, то m≠n, однако n кратно m, причём частное является некоторой степенью характеристики p.
Тогда {\displaystyle N_{K}^{E}(\alpha )=(\sigma _{1}(\alpha )\sigma _{2}(\alpha )\ldots \sigma _{m}(\alpha ))^{n/m}.}

## Пример
Пусть R — поле вещественных чисел, C — поле комплексных чисел, рассматриваемое как расширение R. Тогда в базисе {\displaystyle (1,i)} умножению на {\displaystyle a+bi} соответствует матрица
{\displaystyle {\begin{pmatrix}a&-b\\b&a\end{pmatrix}}}
Определитель этой матрицы равен {\displaystyle a^{2}+b^{2}}, то есть квадрату обычного модуля комплексного числа. Заметим, что обычно эту норму определяют как {\displaystyle |z|^{2}=z{\bar {z}},} и это хорошо согласуется с тем, что комплексное сопряжение является нетривиальным автоморфизмом поля комплексных чисел.